# Jern gennem munden
Jern gennem munden er en dokumentarfilm fra 1972.

## Handling
Filmen peget på betydningen af, at smågrise får tilført jern straks efter fødslen og anviser en metode, hvor dette let og bekvemt tilføres gennem grisens mund.